# Kimmi Hance
Kimmi Hance (* 27.  April 2003) ist eine US-amerikanische Tennisspielerin.

## Karriere
Hance spielt vor allem auf der ITF Junior World Tennis Tour und der ITF Women’s World Tennis Tour, wo sie bislang zwei Doppeltitel gewinnen konnte.
Im Mai 2019 erreichte sie  mit Partnerin Reese Brantmeier das Finale im Damendoppel des mit 15.000 US-Dollar dotierten ITF-Turniers in Naples, wo die Paarung gegen Belinda Woolcock und Mara Schmidt mit 3:6, 7:5 und [6:10] verlor. Im Juni 2019 erreichte sie mit Partnerin Ashlyn Krueger das Finale im Damendoppel des ebenfalls mit 15.000 US-Dollar dotierten ITF-Turniers von Orlando. Bei den US Open 2019 startete sie mit Reese Brantmeier im Juniorinnendoppel, wo sie ihr Erstrundenmatch mit 3:6 und 1:6 gegen Romana Čisovská und Anastassija Tichonowa verloren.
2020 gewann sie mit Partnerin Reese Brantmeier die Orange Bowl.
Im Januar 2021 erreichte sie als Qualifikantin das Hauptfeld im Dameneinzel der mit 60.000 US-Dollar dotierten Georgia’s Rome Tennis Open, wo sie in der ersten Runde Ashlyn Krueger mit 2:6 und 1:6 unterlag. Später gewann sie mit Partnerin Reese Brantmeier das J1 San Diego.

## Turniersiege

### Doppel
| Nr. | Datum         | Turnier   | Kategorie | Belag     | Partnerin     | Finalgegnerinnen                        | Ergebnis         |
| --- | ------------- | --------- | --------- | --------- | ------------- | --------------------------------------- | ---------------- |
| 1.  | 11. Juni 2022 | San Diego | ITF W15   | Hartplatz | Makenna Jones | Marija Kosyrewa Veronica Miroshnichenko | 6:3, 6:3         |
| 2.  | 10. Juni 2023 | San Diego | ITF W15   | Hartplatz | Tian Fangran  | Malaika Rapolu Anita Sahdijewa          | 3:6, 6:1, [11:9] |